# براندان كيهو
براندان كيهو (بالإنجليزية: Brendan Kehoe)‏ هو مهندس وعالم حاسوب أيرلندي، ولد في 3 ديسمبر 1970، وتوفي في 19 يوليو 2011 بسبب ابيضاض الدم.